# Idioma dinka
El idioma dinka (autoglotónimo: Thuɔŋjäŋ), es un continuo dialectal de lenguas nilóticas hablado por los dinka, el grupo étnico mayoritario de Sudán del Sur. Hay cinco variedades principales: ngok, rek, agaar, twic/twi oriental, y bor, que son lo suficientemente distintas como para exigir normas literarias independientes y, quizá, para ser consideradas idiomas distintos. Las palabras jaang o jieng son usadas como término general para cubrir todos los idiomas dinkas. El rek es el estándar y dialecto de prestigio. 
El idioma no dinka más emparentado con este es el nuer, el idioma de los rivales tradicionales de los dinka. Los idiomas luos también están muy emparentados. 
El dinka se habla principalmente a lo largo del Nilo, específicamente la orilla oeste del Nilo Blanco, un afluente importante que fluye hacia el norte desde Uganda, y al norte y sur de la marisma Sudd, en el suroeste y centro-sur de Sudán. Esta zona incluye tres provincias: Bahr el Ghazal, Nilo Alto, y Kordofán del Sur.

## Descripción lingüística

### Fonología
Tiene 20 fonemas consonánticos: 
|                          | Labiales | Labiales | Dentales | Dentales | Alveolares | Alveolares | Palatales | Palatales | Velares | Velares |
| ------------------------ | -------- | -------- | -------- | -------- | ---------- | ---------- | --------- | --------- | ------- | ------- |
| Nasales                  |          | m        |          | n̪        |            | n          |           | ɲ         |         | ŋ       |
| Oclusivas                | p        | b        | t̪        | d̪        | t          | d          | c         | ɟ         | k       | ɡ       |
| Fricativas               |          |          |          |          |            |            |           |           |         | ɣ       |
| Aproximantes (Laterales) |          |          |          |          |            |            |           | j         |         | w       |
| Aproximantes (Laterales) |          |          |          |          | l          |            |           |           |         |         |
| Róticas                  |          |          |          |          |            | ɾ          |           |           |         |         |

El dinka tiene un sistema vocálico rico, con al menos trece vocales fonémicamente contrastivas. Las que tienen un punto debajo ([◌̤]), indican vocales "veladas", representadas en la ortografía del dinka mediante diéresis (⟨◌̈⟩): 
|             | Anterior | Anterior | Posterior                          | Posterior |
| llano       | velar    | llano    | velar                              |           |
| ----------- | -------- | -------- | ---------------------------------- | --------- |
| Cerrada     | i        | i̤        | u                                  |           |
| Semicerrada | e        | e̤        | o                                  | o̤         |
| Semiabierta | ɛ        | ɛ̤        | ɔ                                  | ɔ̤         |
| Abierta     |          |          | Archivo de audio "a" no encontrado | a̤         |

Es posible que haya otras distinciones. El dialecto sureste del dinka se conoce por contrastar la voz modal, voz velar, voz focalizada y voz dura en sus vocales, además de sus tres tonos. Los diacríticos ad hoc empleados en la literatura son un signo de comillas dobles subíndices para voces focalizadas, [a͈], y un subrayado para voz áspera, [a]. Ejemplos:
| Voice       | modal   | breathy         | harsh       | faucalized |
| ----------- | ------- | --------------- | ----------- | ---------- |
| Bor Dinka   | tɕìt̪    | tɕì̤t̪            | tɕìt̪        | tɕì͈t̪       |
| Significado | diarrea | seguir adelante | escorpiones | tragar     |

### Morfología
Este idioma exhibe vocales apófonoas, el cambio de vocales internas (similar al inglés goose/geese, aunque esto es históricamente una diéresis):
| Singular | Plural | Glosa          | Alternación de vocal |
| -------- | ------ | -------------- | -------------------- |
| dom      | dum    | 'campo/campos' | (o–u)                |
| kat      | kɛt    | 'marco/marcos' | (a–ɛ)                |

### Tonos
El dinka es un idioma tonal.

## Dialectos del dinka
Los lingüistas dividen el dinka en cinco idiomas o continuos dialectales correspondientes a su ubicación geográfica con respecto a los otros:
- Nororiental y occidental: Abiliang, Nyiël, Dongjol, Luäc, Ngok Lual Yak, Ageer, Rut, Thoi, Alor, Ngók Deng Kuol, Panaru, y Paweny.
- Surcentral: Aliap, Ciëc, Gok, y Agar.
- Suroriental: Bor, Hol, Nyaarweng, y Twïc.
- Suroccidental: Rek, Abiëm, Aguók, Apuk, Awan, Kuac, Lóu, Luäc/Luänyjang, Malual (Malualgiėrnyang), Paliët, Paliëupiny y Twïc.

## Ortografía
El dinka se ha escrito con diversas variantes del alfabeto latino desde el siglo XX. El alfabeto actual es:
a ä b c d dh e ë ɛ ɛ̈ g ɣ i ï j k l m n nh ny ŋ t th u w o ö ɔ ɔ̈ p r y
Variantes en otros alfabetos:
| Letra actual | Alternativas                |
| ɛ            | ė ("e" con un punto encima) |
| ɣ            | h, x, q                     |
| ŋ            | ng                          |
| ɔ            | ȯ ("o" con un punto encima) |